# توم شانون (فنان)
توم شانون (بالإنجليزية: Tom Shannon)‏ هو فنان ومخترِع أمريكي، ولد في 23 يونيو 1947 في كينوشا في الولايات المتحدة.

## وصلات خارجية
- الموقع الرسمي